# Красна Волна
Красна Волна́ (рос. Красная Волна, ерз. Красная Волна) — присілок у складі Краснослободського району Мордовії, Росія. Входить до складу Краснопідгорного сільського поселення.
Населення — 39 осіб (2010; 63 у 2002).
Національний склад (станом на 2002 рік):
- росіяни — 86 %